# Федерация футбола Украинской ССР
Федерация футбола Украинской ССР (укр. Федерація футбола Української РСР) — бывший региональный руководящий орган советского футбола, осуществлявший свою деятельность на территории Украинской ССР с 1959 по 1991 годы. В 1991 году преобразована в Федерацию футбола Украины.

## История
Орган высшей футбольной власти в Украинской республике получил статус федерации в 1959 году.

## Председатели
- 1959—1963 Николай Степанович Кузнецов
- 1963—1964 Антон Леонардович Идзковский
- 1964—1971 Фёдор Мартьянович Мартынюк
- 1971—1975 Олег Александрович Ошенков
- 1975—1991 Николай Фёдорович Фоминых

Информация из статьи в газете «Спорт-Экспресс». По другим данным первым председателем в 1959 году был Николай Николаевич Балакин, а в 1987—1989 годах республиканскую ФФ возглавлял Юрий Александрович Пустоваров.

## Турниры
Федерация принимала участие в организации проведения следующих турниров:
- Чемпионат Украинской ССР по футболу
- Кубок Украинской ССР по футболу
- Суперкубок Украинской ССР по футболу